# جمال عبدالحمید
جمال عبدالحمید (عربی:  جمال عبد الحمید؛ زادهٔ ۲۴ نوامبر ۱۹۵۷) یک بازیکن فوتبال اهل مصر است.

## باشگاهی
از باشگاه‌هایی که در آن بازی کرده‌است می‌توان به باشگاه ورزشی زمالک و باشگاه ورزشی الاهلی مصر اشاره کرد.

## تیم ملی
وی عضو تیم ملی فوتبال مصر در جام جهانی فوتبال ۱۹۹۰ بوده است.